# Arthur & George
Arthur & George (2005) je román anglického spisovatele Juliana Barnese založený na skutečné události obvinění Angličana indického (párského) původu George Edaljiho z mrzačení hospodářských zvířat kolem Great Wyrley v hrabství Staffordshire, do kterého se na obranu Edaljiho vložil slavný spisovatel sir Arthur Conan Doyle. Podobné případy v té době byly v Evropě častější, nejznámější je pravděpodobně francouzská Dreyfusova aféra, v Čechách proběhla hilsneriáda.
Julian Barnes vypráví životy obou mužů, podrobně pak podle dochovaných svědectví a dopisů s jistou mírou fabulace popis zločinu, za který byl Edalji odsouzen, setkání obou mužů a Doylovu veřejnou činnost ve snaze očištění Edaljiho.
Děj se odehrává na začátku 20. století, Doyle s Edaljim se poprvé setkali poté, co byl Edalji v roce 1906 podmínečně po třech letech propuštěn z vězení. Slavného spisovatele příběhů o Sherlockovi Holmesovi, který dostává mnoho dopisů s žádostmi o pomoc, Edaljiho příběh zaujme také proto (jak píše Barnes), že mu pomůže se vzpamatovat z osobních problémů (zemřela mu těžce nemocná žena, zatímco on už deset let tajně plánoval svatbu s Jean). Kromě očištění nevinného Edaljiho chce Doyle také najít důkazy proti skutečnému pachateli, vydává se tak poprvé v životě s detektivní prací, o které zatím jen psal, do terénu.

## Postavy
- George Edalji – právní poradce v Birminghamu
- Charlotte Edalji née Stoneham – Georgeova matka
- Shapurji Edalji – Georgův otec, anglikánský farář v Great Wyrley
- Maud Edalji – Georgeova sestra
- Mr. Meek – Georgův právník
- Sir Arthur Conan Doyle – spisovatel
- Jean Leckie – Arthurova druhá žena
- Louisa "Touie" Hawkins – Arthurova manželka
- The Mam – Arthurova matka
- Connie – Arthurova sestra
- Willie Hornung – manžel Connie
- Mary Doyle – dcera Arthura a Touie

## Nakladatelské údaje
- Julian Barnes: Arthur & George, Jonathan Cape 7. července 2005. 352 stran ISBN 0-224-07703-1

### Česká vydání
- Julian Barnes: Arthur a George, Odeon (edice Světová knihovna) 2007 (překlad Zora Wolfová, doslov Petr Matoušek). 473 stran ISBN 978-80-207-1243-1